# Massimiliano Mori
Massimiliano Mori (San Miniato, 8 de enero de 1974) es un ciclista italiano que fue profesional entre 1996 y 2009.
Su hermano Manuele y su padre Primo también fueron ciclistas profesionales.

## Palmarés
1997
- 1 etapa del Giro de Cerdeña

## Resultados en Grandes Vueltas
| Carrera | Carrera         | 1996 | 1997 | 1998 | 1999 | 2000 | 2001  | 2002 | 2003 | 2004  | 2005 | 2006 | 2007 | 2008  | 2009  |
| ------- | --------------- | ---- | ---- | ---- | ---- | ---- | ----- | ---- | ---- | ----- | ---- | ---- | ---- | ----- | ----- |
|         | Giro de Italia  | —    | —    | —    | —    | —    | 119.º | —    | —    | —     | —    | —    | —    | —     | —     |
|         | Tour de Francia | —    | —    | 91.º | —    | 67.º | —     | —    | —    | 121.º | —    | —    | —    | 137.º | —     |
|         | Vuelta a España | 89.º | —    | —    | Ab.  | —    | —     | —    | —    | —     | —    | —    | —    | 124.º | 133.º |

—: no participa

Ab.: abandono